# Barranc de Mur
El Barranc de Mur és un barranc del terme de Castell de Mur, dins de l'antic terme de Mur, tot i que entra un tros en l'antic terme de Guàrdia de Tremp.
Es forma al sud-oest de Miravet, i va davallant cap a llevant, fins a passar pel nord de la masia de Cal Benet, on gira cap al sud-est, direcció que ja segueix la resta del seu curt recorregut. Passa per sota i al sud-oest del Castell de Mur i de la col·legiata de Santa Maria de Mur, així com pel sud del poble de Collmorter.
En el seu tram final rep les aigües primer de la Font de Carme i després de la Roca de Janoi, sota el Cingle del Castell, entre la Solana del Castell (nord) i la partida dels Seixos, moment en què entra dins de l'antic terme de Guàrdia de Tremp. Al cap de poc arriba al límit nord de la partida de Peremartell, on hi ha la Bassa de Peremartell. Just quan és sota i al sud del Castell de Guàrdia, es transforma en el barranc de Fonteté.